# Nogomet na OI 1980.
Nogomet na Olimpijskim igrama u Moskvi 1980. godine uključivao je natjecanja samo u muškoj konkurenciji.

## Osvajači medalja - muški
| Zlato | Srebro | Bronca |
| --- | --- | --- |
| Čehoslovačka Stanislav Seman Luděk Macela Josef Mazura Libor Radimec Zdeněk Rugel Petr Němec Ladislav Vízek Jan Berger Jindřich Svoboda Luboš Pokluda Werner Lička Rostislav Václavíček Jaroslav Netolička Oldřich Rott František Štambacher František Kunzo | DR Njemačka Bodo Rudwaleit Arthur Ullrich Lothar Hause Frank Uhlig Frank Baum Rudiger Schnuphase Frank Terletzki Wolfgang Steinbach Jurgen Bahringer Werner Peter Dieter Kuhn Norbert Trieloff Matthias Müller Matthias Liebers Bernd Jakubowski Wolf-Rudiger Netz | SSSR Rinat Dasajev Tengiz Sulakvelidze Aleksandr Čivadze Vagiz Hidijatulin Oleg Romancov Sergej Šavlo Sergej Andrejev Vladimir Bessonov Jurij Gavrilov Fjodor Čerenkov Valerij Gazzajev Vladimir Pilguj Sergej Baltača Sergej Nikulin Horen Oganesjan Aleksandr Prokopenko |

## Turnir

### Skupina A
- 1. kolo, 20. srpnja

| Kuba | - | Zambija   | 1:0 | (0:0) |
| SSSR | - | Venezuela | 4:0 | (3:0) |

- 2. kolo, 22. srpnja

| Kuba | - | Venezuela | 2:1 | (0:0) |
| SSSR | - | Zambija   | 3:1 | (1:1) |

- 3. kolo, 24. srpnja

| SSSR      | - | Kuba    | 8:0 | (5:0) |
| Venezuela | - | Zambija | 2:1 | (0:0) |

| Momčad    | Ut | Pb | N | Pz | Ps | Pr | RP  | Bod |
| --------- | -- | -- | - | -- | -- | -- | --- | --- |
| SSSR      | 3  | 3  | 0 | 0  | 15 | 1  | +14 | 6   |
| Kuba      | 3  | 2  | 0 | 1  | 3  | 9  | -6  | 4   |
| Venezuela | 3  | 1  | 0 | 2  | 3  | 7  | -4  | 2   |
| Zambija   | 3  | 0  | 0 | 3  | 2  | 6  | -4  | 0   |

### Skupina B
- 1. kolo, 21. srpnja

| Čehoslovačka | - | Kolumbija | 3:0 | (2:0) |
| Kuvajt       | - | Nigerija  | 3:1 | (2:1) |

- 2. kolo, 23. srpnja

| Kolumbija    | - | Kuvajt   | 1:1 | (0:0) |
| Čehoslovačka | - | Nigerija | 1:1 | (1:0) |

- 3. kolo, 25. srpnja

| Kolumbija    | - | Nigerija | 1:0 | (0:0) |
| Čehoslovačka | - | Kuvajt   | 0:0 | (0:0) |

| Momčad       | Ut | Pb | N | Pz | Ps | Pr | RP | Bod |
| ------------ | -- | -- | - | -- | -- | -- | -- | --- |
| Čehoslovačka | 3  | 1  | 2 | 0  | 4  | 1  | +3 | 4   |
| Kuvajt       | 3  | 1  | 2 | 0  | 4  | 2  | +2 | 4   |
| Kolumbija    | 3  | 1  | 1 | 1  | 2  | 4  | -2 | 3   |
| Nigerija     | 3  | 0  | 1 | 2  | 2  | 5  | -3 | 1   |

### Skupina C
- 1. kolo, 20. srpnja

| Istočna Njemačka | - | Španjolska | 1:1 | (0:0) |
| Alžir            | - | Sirija     | 3:0 | (1:0) |

- 2. kolo, 22. srpnja

| Istočna Njemačka | - | Alžir  | 1:0 | (0:0) |
| Španjolska       | - | Sirija | 0:0 | (0:0) |

- 3. kolo, 24. srpnja

| Španjolska       | - | Alžir  | 1:1 | (1:0) |
| Istočna Njemačka | - | Sirija | 5:0 | (3:0) |

| Momčad           | Ut | Pb | N | Pz | Ps | Pr | RP | Bod |
| ---------------- | -- | -- | - | -- | -- | -- | -- | --- |
| Istočna Njemačka | 3  | 2  | 1 | 0  | 7  | 1  | +6 | 5   |
| Alžir            | 3  | 1  | 1 | 1  | 4  | 2  | +2 | 3   |
| Španjolska       | 3  | 0  | 3 | 0  | 2  | 2  | 0  | 3   |
| Sirija           | 3  | 0  | 1 | 2  | 0  | 8  | -8 | 1   |

### Skupina D
- 1. kolo, 21. srpnja

| Jugoslavija | - | Finska    | 2:0 | (0:0) |
| Irak        | - | Kostarika | 3:0 | (1:0) |

- 2. kolo, 23. srpnja

| Jugoslavija | - | Kostarika | 3:2 | (2:1) |
| Finska      | - | Irak      | 0:0 | (0:0) |

- 3. kolo, 25. srpnja

| Finska      | - | Kostarika | 3:0 | (1:0) |
| Jugoslavija | - | Irak      | 1:1 | (0:0) |

| Momčad      | Ut | Pb | N | Pz | Ps | Pr | RP | Bod |
| ----------- | -- | -- | - | -- | -- | -- | -- | --- |
| Jugoslavija | 3  | 2  | 1 | 0  | 6  | 3  | +3 | 5   |
| Irak        | 3  | 1  | 2 | 0  | 4  | 1  | +3 | 4   |
| Finska      | 3  | 1  | 1 | 1  | 3  | 2  | +1 | 3   |
| Kostarika   | 3  | 0  | 0 | 3  | 2  | 9  | -7 | 0   |

### Izbacivanje
|  | Četvrtzavršnica | Četvrtzavršnica | Četvrtzavršnica  |              |                  | Poluzavršnica | Poluzavršnica | Poluzavršnica |                 |                 | Završnica       | Završnica        | Završnica |
|  |                 |                 |                  |              |                  |               |               |               |                 |                 |                 |                  |           |
|  | A1              | SSSR            | 2                |              |                  |               |               |               |                 |                 |                 |                  |           |
|  | B2              | Kuvajt          | 1                |              |                  |               |               |               |                 |                 |                 |                  |           |
|  | B2              | Kuvajt          | 1                |              | A1               | SSSR          | 0             |               |                 |                 |                 |                  |           |
|  |                 |                 |                  |              | A1               | SSSR          | 0             |               |                 |                 |                 |                  |           |
|  |                 | C1              | Istočna Njemačka | 1            |                  |               |               |               |                 |                 |                 |                  |           |
|  | C1              | C1              | Istočna Njemačka | 1            | Istočna Njemačka | 4             |               |               |                 |                 |                 |                  |           |
|  | C1              |                 |                  |              | Istočna Njemačka | 4             |               |               |                 |                 |                 |                  |           |
|  | D2              | Irak            | 0                |              |                  |               |               |               |                 |                 |                 |                  |           |
|  |                 |                 |                  |              |                  |               |               |               |                 |                 |                 | Istočna Njemačka | 0         |
|  |                 |                 |                  | Čehoslovačka | 1                |               |               |               |                 |                 |                 |                  |           |
|  | B1              | Čehoslovačka    | 3                |              |                  |               |               |               |                 |                 |                 |                  |           |
|  | A2              | Kuba            | 0                |              |                  |               |               |               |                 |                 |                 |                  |           |
|  | A2              | Kuba            | 0                |              | B1               | Čehoslovačka  | 2             |               | Za treće mjesto | Za treće mjesto | Za treće mjesto | Za treće mjesto  |           |
|  |                 |                 |                  |              | B1               | Čehoslovačka  | 2             |               | Za treće mjesto | Za treće mjesto | Za treće mjesto | Za treće mjesto  |           |
|  |                 | D1              | Jugoslavija      | 0            |                  |               |               |               |                 |                 |                 |                  |           |
|  | D1              | D1              | Jugoslavija      | 0            | Jugoslavija      | 3             |               |               | SSSR            | 2               |                 |                  |           |
|  | D1              |                 |                  |              | Jugoslavija      | 3             |               |               | SSSR            | 2               |                 |                  |           |
|  | C2              | Alžir           | 0                |              |                  |               |               |               |                 |                 |                 | Jugoslavija      | 0         |